# Rockall
Rockall (Waveland) – mała, niezamieszkana, skalista wysepka o średnicy ok. 30 m i wysokości 22 m, położona na Atlantyku (współrzędne geograficzne 57°35′N 13°41′W). Leży 480 km na zachód od Manish Point, North Uist w Szkocji oraz 424 km na północny zachód od Donegal w Irlandii.
Wysepka ta jest pozostałością dawnego wulkanu – jego granitowego rdzenia. Jest najwyższym punktem rozległego wyniesienia dna Atlantyku, znanego jako Rockall Bank: głębokość morza w tym rejonie wynosi ok. 200 m. Jest bardzo trudno dostępna ze względu na strome ściany budującej ją skały i fakt, że praktycznie zawsze rozbijają się o nią fale. 
Przez wiele wieków wysepka stanowiła w nocy i we mgle poważne zagrożenie dla statków pływających między Szkocją a portami u ujścia Rzeki Św. Wawrzyńca na kontynencie amerykańskim. Pierwszego zanotowanego lądowania na skale Rockall dokonał 8 września 1811 r. porucznik Basil Hall z kilkoma towarzyszami z angielskiego okrętu „Endemyion”. W czasie II wojny światowej w jej pobliżu niemieckie U-Booty urządzały zasadzki na alianckie konwoje atlantyckie.
Przez wiele lat wyspa była terytorium spornym pomiędzy Irlandią, Islandią, Wyspami Owczymi i Wielką Brytanią. Obecnie należy  do Brytyjskiej EEZ. W 1955 r. oddział desantowy brytyjskiej marynarki wojennej z okrętu „Videl” dokonał drugiego znanego lądowania na wysepce, anektując Rockall dla Korony Brytyjskiej. 18 lat później specjalna ustawa (Island of Rockall Act) z 1972 r. proklamowała wysepkę częścią Hebrydów – wysp położonych u zachodniego wybrzeża Szkocji (tzw. Western Isles). Latem tego samego roku ekipa specjalistów, desantujących się na wysepkę ze śmigłowca Royal Navy, startującego z pokładu okrętu HMS „Engadine”, zainstalowała na niej automatyczną latarnię świetlną, rzucającą błyski co 15 sekund. Zamontowany w boi akumulator wystarczał na ok. 1 roku działania. Inżynierom i technikom towarzyszyli geologowie, którzy pobrali próbki skał z wysepki Rockall oraz niedalekiej, ukrytej tuż pod powierzchnią wody rafy o nazwie Św. Helena.
W 2010 roku Wyspy Owcze złożyły do ONZ wniosek o rozsądzenie przynależności wyspy. ONZ zapowiedziało odniesienie się do tej kwestii w następnym roku. 
Spór o przynależność wyspy rozgorzał na nowo z chwilą potwierdzenia znanych już od lat 70. przypuszczeń, że wody wokół niej kryją bogate złoża ropy i gazu. Ponadto są tam również cenne łowiska ryb. 